# Działy (Dąbrowice)
Działy – część miasta Dąbrowice w Polsce. położona w województwie łódzkim, w powiecie kutnowskim, w gminie Dąbrowice.
W latach 1975–1998 Działy administracyjnie należały do województwa płockiego.